# Galeruca angelae
Galeruca angelae  (лат.) — вид листоедов (Chrysomelidae) из подсемейства козявок (Galerucinae). Населяет северную Испанию.

## Описание
Длина тела голотипа 8,8 мм. Тело жука широкое, яйцевидной формы, позади округлое и расширенное. Передние тазиковые впадины позади закрыты. Верхняя сторона тела голая, с грубыми точками пунктировки, образующими продольные линии. Надкрылья с продольными килями. Боковые края переднеспинки окаймленные.